# Ahmed Hajeri
Ahmed Hajeri (arabe : أحمد الحجري), né le 16 novembre 1948 à Tazarka, est un peintre tunisien. Il vit et travaille actuellement à Paris.

## Biographie
Il grandit au sein d'une famille modeste de la ville de Tazarka, petite cité côtière du cap Bon, en Tunisie. Il émigre en France en 1968 où il commence une vie d'ouvrier spécialisé. Au cours de travaux de dessins techniques qu'il réalise pour Roland Morand, architecte et peintre français, celui-ci remarque la qualité des esquisses personnelles du futur peintre.
En 1977, Hajeri présente sa première exposition à la galerie Messine de Paris (8e arrondissement). Il expose pour la première fois en Tunisie en 1985 à la galerie Médina de Tunis et, un an plus tard, à la Phyllis Kind Gallery de New York. Il participe alors à de nombreuses expositions personnelles et collectives, notamment aux Olympiades des arts à Séoul en 1988, à l'Institut du monde arabe à Paris en avril 1995 ou encore à la galerie Fanny Guillon-Laffaille de Paris.

## Expositions
- Principales expositions personnelles
  - 1978 : Galerie Messine, Paris
  - 1982 : Galerie Messine, Paris
  - 1985 : Galerie Médina, Tunis
  - 1986 : Phyllis Kind Gallery, New York
  - 1992 : Musée de Sidi Bou Saïd, Sidi Bou Saïd
  - 1995 : Institut du monde arabe, Paris
  - 1997 : Galerie Fanny Guillon-Laffaille, Paris
  - 1998 : Biennale d'art contemporain, Dakar
  - 1999 : Centre d'art contemporain, Bruxelles
  - 2004 : Galerie Daniel-Besseiche, Paris
  - 2006 : Kanvas Art Gallery, La Soukra, Tunis
- Principales expositions collectives
  - 1988 : Olympiades des arts, Séoul
  - 1992 : Exposition universelle, Séville
  - 1999 : Centre Wallonie-Bruxelles, Paris
  - 2002 : Institut du monde arabe, Paris
- Musée
  - Centre national d'art et de culture Georges-Pompidou, Paris
- Distinctions
  - 1986 : Grand prix national de la peinture, Tunisie
  - 1998 : Chevalier de l'Ordre du Mérite culturel, Tunisie
  - 2000 : 3e prix de la ville de Tunis